# Лего Нинџаго филм
Лего Нинџаго филм (енгл. The Lego Ninjago Movie) је амерички компјутерски-анимирани филм из 2017. године, студија Ворнер брадерс за који режију и сценарио потписују Чарли Бин, Пол Фишер и Боб Логан. Филм је базиран на анимираној ТВ серији Лего Нинџаго. 
Гласове позајмљују Џеки Чен, Џастин Теру, Дејв Франко, Мајкл Пења, Зак Вудс, Кумаил Нанџијани, Аби Џејкобсон, Фред Армисен и Оливија Ман.

## Радња
Млади Лојд (Зелена Нинџа) ће се заједно са својим пријатељима, који су сви тајни ратници, борити за град Нинџаго. Под вођством мудрог кунг фу мајстора Вуа, мораће да победе злог Гармадона, који је уједно отац младог Лојда. У овој епској борби оца и сина, недисциплиновани тим савремених ратника мораће да научи да сарађује заједно како би ослободили своју праву снагу.

## Улоге
| Глумац           | Улога          |
| ---------------- | -------------- |
| Дејв Франко      | Лојд Гармадон  |
| Џастин Теру      | Лорд Гармадон  |
| Мајкл Пења       | Каи            |
| Кумаил Нанџијани | Џеј            |
| Аби Џејкобсон    | Нија           |
| Зак Вудс         | Зејн           |
| Фред Армисен     | Кол            |
| Џеки Чен         | Сенсеј Ву      |
| Оливија Ман      | Мисако (Коко)  |
| Констанс Ву      | градоначелница |